# Blapsium
Blapsium is een geslacht van uitgestorven kevers, dat leefde tijdens het Jura.

## Beschrijving
Deze twee centimeter lange kever had gegroefde dekschilden, waaronder zich vliezige, opvouwbare vleugels bevonden. Het was een dicht bij zee voorkomende, omnivore aaseter.